# Edmond Mérille
Edmond Merille (7 mars 1579, Troyes - 14 juillet 1647, Bourges), est un jurisconsulte français.

## Biographie
Il devient professeur de droit à l'Université de Bourges.

## Publications
- Obscurorum seu de iure accrescendi et coniunctionis liber singularis (1603)
- Expositio in quinquaginta decisiones Iustiniani (1618)
- Observationum libri tres (1618)
- Ex Cuiacio libri tres; Observationum libri duo; Liber singularis differentiarum iuris restitutus ex libris Manualium Iulii Pauli (1638)
- Commentarii principales ad libros quatuor Institutionum imperialium (1654)

## Sources
- Louis Moréri, Étienne François Drouet, Claude Pierre Goujet, Le grand dictionnaire historique, 1759